# Hambletonia squalicephala
Hambletonia squalicephala är en stekelart som beskrevs av Sharkov och Woolley 1997. Hambletonia squalicephala ingår i släktet Hambletonia och familjen sköldlussteklar.
Artens utbredningsområde är Costa Rica. Inga underarter finns listade i Catalogue of Life.